# Paio Soares de Azevedo
Paio Soares de Azevedo (1210 -?) foi um fidalgo do Reino de Portugal e Rico-homem da casa do rei D. Afonso IV de Portugal e do rei D. Dinis de Portugal. Foi o 11º Senhor do Couto de Azevedo e Embaixador de Portugal no Reino de Castela.

## Relações familiares
Foi filho de Soeiro Pires de Azevedo (1180 -?) e de Constança Afonso Gato (c. 1180 -?), filha de Afonso Pires Gato (1210 -?) e de Urraca Fernandes de Lumiares (1200 -?). Casou com Teresa Gomes Correia (1220 -?), filha de Gomes Correia (? - 1258) e de Maria Anes Redondo (? - 1297), de quem teve:
1. Estevão Pais de Azevedo (c. 1250 -?) casou com Guiomar Rodrigues de Vasconcelos, filha, tal como a esposa do irmão Gomes e do irmão Vasco, de Rodrigo Anes de Vasconcelos (1230 - 1279) e de Mécia Rodrigues de Penela (1245 -?).
2. Gomes Pais de Azevedo (c. 1250 - 1355) casou com Constança Rodrigues de Vasconcelos (1275 -?) filha de Rodrigo Anes de Vasconcelos (1230 - 1279) e de Mécia Rodrigues de Penela (1245 -?),
3. Vasco Pais de Azevedo (1250 -?) casou com Maria Rodrigues de Vasconcelos.
4. Aires Pais de Azevedo (1240 -?) casou com Maria Pires.